# Dysdera montanetensis
Dysdera montanetensis là một loài nhện trong họ Dysderidae.
Loài này thuộc chi Dysdera. Dysdera montanetensis được Jörg Wunderlich miêu tả năm 1992.